# Бганба, Кязим Османович
Кязим Османович Бганба (1912 год, село Лыхны, Сухумский округ, Кутаисская губерния, Российская империя — 1975 год, село Лыхны, Гудаутский район, Абхазская АССР, Грузинская ССР) — звеньевой колхоза имени Молотова Гудаутского района, Абхазская АССР, Грузинская ССР. Герой Социалистического Труда (1948).

## Биография
Родился в 1910 году в крестьянской семье в селе Лыхны Сухумского округа.
С подросткового возраста трудился в личном сельском хозяйстве. Во время коллективизации одним из первых вступил в местный колхоз имени Молотова Гудаутского района. Трудился рядовым колхозником.
С 1934 года проходил службу в Красной Армии в составе Абхазского кавалерийского эскадрона. После армии продолжил трудиться звеньевым в колхозе имени Молотова Гудатского района.
В 1941 году призван в Красную Армию по мобилизации. Участвовал в Великой Отечественной войне. Во время одного из сражений в 1943 году получил серьёзное ранение и после излечения был комиссован. Возвратился в родное село, где продолжил трудиться звеньевым в колхозе имени Молотова.
В 1947 году звено под его руководством собрало в среднем с каждого гектара по 71,52 центнера кукурузы на участке площадью 3 гектара. Указом Президиума Верховного Совета СССР от 21 февраля 1948 года удостоен звания Героя Социалистического Труда за «получение высоких урожаев кукурузы и пшеницы в 1947 году» с вручением ордена Ленина и золотой медали «Серп и Молот» (№ 654).
Этим же Указом званием Героя Социалистического Труда были награждены труженики колхоза имени Молотова Гудаутского района бригадир Калистрат Константинович Сакания, звеньевые Алексей Хабугович Барзания, Самсон Хабугович Барзания, Теймур Согумович Джарсалия и Арзамет Сабаевич Чантурия.
Проживал в родном селе Лыхны Гудаутского района. В 1968 году вышел на пенсию. Скончался в 1975 году.